# 九龍巴士5M線 (第一代)
九龍巴士5M線是香港一條已停駛的九龍區巴士路線，循環來往尖沙咀東至尖沙咀地鐵站。

## 歷史
- 1983年8月1日：路線投入服務，來往尖沙咀地鐵站至尖沙咀東，為一條循環線，本線原由地鐵公司申請開辦，但遭運輸署否決。
- 1983年10月1日：本線減收$0.1，以吸取乘客。
- 1984年3月26日：改為由尖沙咀東開出，以尖沙咀地鐵站為循環點，尖沙咀東總站位於麼地道近帝國中心。
- 1985年2月16日：由於客量稀少，路線取消服務。

## 行車資料

### 行車路線
- 尖沙咀東開途經：麼地道，漆咸道南，梳士巴利道，彌敦道，北京道，廣東道，梳士巴利道，麼地道